# Rozkład wielopunktowy
Rozkład wielopunktowy (ang. categorical distribution lub multinoulli distribution) – dyskretny rozkład prawdopodobieństwa opisujący możliwe wyniki zmiennej losowej mogącej przyjąć jedną z k kategorii. Każda z kategorii ma przypisane oddzielne prawdopodobieństwo. Parametry określające prawdopodobieństwa każdego możliwego wyniku są ograniczone tylko tym, że muszą się mieścić w przedziale od 0 do 1, a suma wszystkich prawdopodobieństw musi wynosić 1. 
Kategorie nie muszą mieć określonego porządku, ale dla wygody przy opisywaniu rozkładu często oznacza się je arbitralnie nadanymi etykietami liczbowymi (np. od 1 do k). 
K-wymiarowy rozkład wielopunktowy jest najbardziej ogólnym rozkładem zdarzenia mającego k możliwych rezultatów; każdy inny dyskretny rozkład w przestrzeni zdarzeń o rozmiarze k jest jego szczególnym przypadkiem. 
Rozkład wielopunktowy jest uogólnieniem rozkładu dwupunktowego obejmującym jakościowe zmienne losowe z więcej niż dwoma możliwymi kategoriami, takie jak wynik rzutu kostką. Z drugiej strony rozkład wielopunktowy jest szczególnym przypadkiem rozkładu wielomianowego, ponieważ podaje prawdopodobieństwa potencjalnych wyników dla pojedynczej próby (pojedynczego losowania), a nie dla wielu prób.

## Terminologia
W niektórych dziedzinach, takich jak uczenie maszynowe i przetwarzanie języka naturalnego, rozkłady wielopunktowe i wielomianowe są ze sobą łączone i rozkład wielopunktowy nazywany jest również „rozkładem wielomianowym”. Takie upraszczające podejście wynika z faktu, że czasem wygodnie jest wyrazić wynik rozkładu wielopunktowego w postaci K-elementowego wektora z jednym elementem równym 1 i wszystkimi pozostałymi równymi 0), a nie w postaci liczby całkowitej z przedziału od 1 do K; w tej formie rozkład wielopunktowy jest równoważny rozkładowi wielomianowemu dla pojedynczej próby.

## Sposób sformułowania
Rozkład wielopunktowy to dyskretny rozkład prawdopodobieństwa, którego przestrzeń zdarzeń elementarnych jest zbiorem K określonych kategorii. Jest to uogólnienie rozkładu dwupunktowego i rozkładu zero-jedynkowego dla jakościowej zmiennej losowej.
W jednym ze sformułowań rozkładu przestrzeń zdarzeń elementarnych przedstawia się w formie skończonego ciągu liczb całkowitych; może to być {0, 1, ..., k − 1}, {1, 2, ..., k} lub jeszcze inny zestaw liczb. W poniższych opisach dla wygody użyto {1, 2, ..., k}, chociaż jest to niezgodne z konwencją dotyczącą rozkładu zero-jedynkowego, która wykorzystuje {0, 1}. W tym przypadku funkcja masy prawdopodobieństwa f wynosi:
{\displaystyle f(x=i\mid {\boldsymbol {p}})=p_{i},}
gdzie {\displaystyle {\boldsymbol {p}}=(p_{1},\ldots ,p_{k})}, {\displaystyle p_{i}} oznacza prawdopodobieństwo uzyskania kategorii i, zaś {\displaystyle \textstyle {\sum _{i=1}^{k}p_{i}=1}.}
Innym sposobem zapisu prawdopodobieństwa w rozkładzie wielopunktowym, który wydaje się bardziej skomplikowany, ale ułatwia matematyczne przekształcenia, jest sposób wykorzystujący nawias Iversona:
{\displaystyle f(x\mid {\boldsymbol {p}})=\prod _{i=1}^{k}p_{i}^{[x=i]},}
Gdzie {\displaystyle [x=i]} ma wartość 1, jeśli {\displaystyle x=i}, zaś 0 w przeciwnym razie. Taka formuła ma wiele zalet, m.in.:
- Łatwiej jest zapisać funkcję wiarygodności zbioru niezależnych zmiennych wielopunktowych o identycznym rozkładzie.
- Uwidoczniona jest analogia między rozkładem wielopunktowym i rozkładem wielomianowym.
- Pokazuje, dlaczego rozkład Dirichleta jest rozkładem sprzężonym rozkładu wielopunktowego, i pozwala na wyznaczenie rozkładu a posteriori.

Inny sposób sformułowania jeszcze wyraźniej ukazuje związek między rozkładem wielopunktowym i wielomianowym, ponieważ traktuje rozkład wielopunktowy jako szczególny przypadek rozkładu wielomianowego, w którym parametr n rozkładu wielomianowego (liczba prób) jest ustalony na 1. W tym sformułowaniu przestrzeń zdarzeń można uznać za zbiór k-elementowych wektorów x, zawierających pojedynczą jedynkę i zera poza tym. Określony element o wartości 1 wskazuje, która kategoria została wybrana. Funkcja masy prawdopodobieństwa f przy takim sposobie sformułowania to:
{\displaystyle f(\mathbf {x} \mid {\boldsymbol {p}})=\prod _{i=1}^{k}p_{i}^{x_{i}},}
gdzie {\displaystyle p_{i}} jest prawdopodobieństwem uzyskania elementu i oraz {\displaystyle \textstyle {\sum _{i}p_{i}=1}}.

## Własności

Możliwe zestawy prawdopodobieństw rozkładu wielopunktowego o liczbie kategorii tworzą dwuwymiarowy sympleks standardowy, w trójwymiarowej przestrzeni.

- Rozkład jest całkowicie określony przez k prawdopodobieństw: {\displaystyle p_{i}=P(X=i)}, i = 1,... , k, gdzie {\displaystyle \textstyle {\sum _{i}p_{i}=1}}. Możliwe wektory prawdopodobieństw tworzą standardowy {\displaystyle (k-1)}-wymiarowy sympleks. Dla k = 2 (rozkładu zero-jedynkowego) sprowadza się to do jednowymiarowego sympleksu (odcinka), {\displaystyle p_{1}+p_{2}=1,0\leqslant p_{1},p_{2}\leqslant 1.}
- {\displaystyle \operatorname {E} \left[\mathbf {x} \right]={\boldsymbol {p}}}
- Niech {\displaystyle {\boldsymbol {X}}} ma rozkład wielopunktowy, zaś wektor losowy Y niech składa się z elementów:

{\displaystyle Y_{i}=\mathbf {I} ({\boldsymbol {X}}=i),}
gdzie {\displaystyle \mathbf {I} } jest funkcją wskaźnikową. Wtedy Y ma rozkład będący szczególnym przypadkiem rozkładu wielomianowego z parametrem {\displaystyle n=1}. Suma {\displaystyle n} niezależnych zmiennych Y o jednakowym rozkładzie wielopunktowym z parametrem {\displaystyle {\boldsymbol {p}}} ma rozkład wielomianowy z parametrami {\displaystyle n} i {\displaystyle {\boldsymbol {p}}.}
- Sprzężony rozkład aprioryczny rozkładu wielopunktowego jest rozkładem Dirichleta[2].
- Statystyką dostateczną dla ustalonej całkowitej liczby n niezależnych prób jest zbiór zliczeń (lub, równoważnie, częstość) obserwacji w każdej kategorii.
- Funkcja charakterystyczna obserwacji o wartości i (czyli {\displaystyle [x=i]} w notacji Iversona lub  {\displaystyle \delta _{xi}} z wykorzystaniem delty Kroneckera) ma rozkład zero-jedynkowy z parametrem {\displaystyle p_{i}.}